# Джаннат
Джаннат (араб. جنّة‎, «сади») — найпоширеніша назва раю в ісламі. В Корані та мусульманській есхатології — назва місця, де праведники отримають вічне блаженство 

## Коранічний образ раю
Коранічний джаннат — це тінисті сади з численними джерелами,  каналами та ставками (Коран: 47:15/16—17; 55:46—78; 56:11—38/37; 76:11—22). Праведники перебувають там у садах «темно-зелених», «там — ріки з води, що не псується, ріки з молока, смак якого не змінюється, і ріки з вина, приємного для тих, хто п’є, і ріки з меду очищеного». Там «плоди, і пальми, і гранати». Мешканці раю лежать на «ложах розшитих», на «килимах розісланих», «спираючись на ложа, підкладка яких із парчі». «Не побачать вони там ні сонця ні морозу, близька тінь над ними». Вони харчуються «плодами з тих, що вони виберуть, і м’ясом птахів із тих, що забажають». «Напоїв їх Господь напоєм чистим», «з джерела — від нього не страждають головним болем і слабкістю». «Не почують вони там пустослів’я та докорів за гріхи, а лише слова : «Мир, мир!». Їм прислуговують «хлопчики вічно юні». Вони «будуть обходити їх з чашами із срібла і кубками кришталевими». «У вдячність за те, що вони робили» праведникам будуть дані дружини «чорноокі, з великими очима, подібні до перлин коштовних», «діви, що чоловіка люблять, ровесниці», «чорноокі, до яких не доторкнулася ні людина ні джин» (гурії).
Основні насолоди — прохолода, спокій, розкішний одяг, приємна їжа і пиття, вічно молоді дружини із райських дів і власних дружин, які стануть вічно молодими дівами. 
Джаннат має декілька воріт і кілька рівнів (дараджат) для різних категорій праведників. Різні назви раю у Корані: джаннат ан-наім (сади благодаті), джаннат адн (едемські сади), джаннат аль-фірдаус (райські сади), джаннат аль-хулд (сади вічності) і т. д.) трактуються іноді як назви різних його частин. Серед водойм джаннату особливо виділяється аль-Каусар (108:1), яку коментатори описують як річку чи став, куди стікаються усі райські ріки; вона призначена спеціально для Мухаммеда. В джаннаті ростуть дерева сидр без звичних для них шипів, там знаходиться і «сидр крайньої межі», головне райське дерево, що фігурує у видіннях Мухаммеда (53:13—15). У Корані в своєрідній сурі-гімні Рахман йдеться про чотири райські сади, у кожному з яких б’є джерело.
Образ раю в Корані поступово дещо змінювався. В мекканський період він емоційніший, у мединських сурах — конкретніший, у них з’являються докладні описи райських річок, спокусливі "чорноокі" гурії замінюються земними дружинами праведників і т. д.
Коранічні картини райських насолод широко використовувались з проповідницькою метою усіма течіями ісламу. Зокрема, вони посідали суттєве місце у вченні ісмаїлітів. Для вищих ступенів посвячення вони пояснювались символічно як насолода пізнанням, а для простих ісмаїлітів ставали конкретною метою, яку буцімто можна досягти навіть на землі.

## Образ раю у післякоранічній літературі
У післякоранічній літературі джаннат описується як багатоступінчаста піраміда, що знаходиться над астрономічним небом, але нижче престолу Аллаха. Її увінчує «сидр крайньої межі», в ньому знаходяться небесні прообрази Корану й Кааби, записи діянь всіх людей, предмети, які будуть використані в Судний день (наприклад, терези для зважування гріхів і заслуг).
Вік усіх мешканців раю, згідно з післякоранічним переданням — 33 роки
Коранічний образ раю створював для богословів декілька проблем. Одна з них — чи був він створеним, і коли це відбулося. У джаннаті жив ще Адам, і джаннат виникне після Судного дня. Згідно з сунітським трактуванням, що суперечить поглядам мутазилітів, джаннат створений, існує і до Судного дня, та основна частина райських насолод буде подарована лише після остаточного суду над людьми. Конкретна чуттєвість коранічних описів джаннату часто бентежила богословів і піднімала питання про можливість їх символічного трактування. Такі трактування існували, їх доповнювали ідеї про інтелектуальні та духовні насолоди, що переважають над тілесними. До сунітської догматики увійшла теза про те, що основною насолодою праведників у раю буде споглядання "обличчя Аллаха". Розуміння цього коранічного терміну, також стало однією з проблем як мусульманського богослов’я в цілому, так і мусульманської есхатології зокрема. Мутазиліти заперечували будь-яку можливість споглядати Бога. Аль-Газалі писав про можливість бачити Бога "без сутності та форми". Зазвичай мусульманські богослови підкреслюють реальність того, що праведники бачитимуть Аллаха, не уточнюючи, як він може виглядати

## Походження мусульманського образу раю
Немає сумнівів у тому, що мусульманський образ раю продовжує давньосхідну традицію уявлень про потойбічне життя. В Корані фігурують біблійний (адн — Едем) і перський (аль-фірдаус) терміни для позначення раю. Деякі коранічні описи мають паралелі у юдейських, християнських та давньомесопотамських текстах. Разом з тим в Корані відчувається уявлення про вищу насолоду, властиве невибагливим жителям пустелі й ізольованих оаз. Загалом мусульманський образ раю можна вважати аравійським розвитком народних уявлень про рай, поширених серед послідовників різних близькосхідних релігій, зокрема християнства, юдаїзму та зороастризму
Образи джаннату використовувались антимусульманською пропагандою як докази "аморальності" та "грубості" ісламу.
У сучасному ісламі конкретна образність переплітається з символічним трактуванням джаннату. Різні аспекти висуваються на перший план у залежності від аудиторії та завдань проповіді.